# Untitled (Black Is)
Untitled (Black Is) — третий студийный альбом британской соул-группы Sault, вышедший 19 июня 2020 года на лейбле Forever Living Originals.

## Об альбоме
Альбом получил положительные отзывы музыкальных критиков и интернет-изданий.
Редакция AllMusic поставила этому альбому четыре из пяти звезд, а рецензент Энди Келлман назвал его «неотложным излиянием горя, гнева, утверждения и утешения, [из которого кажется, что] практически все возможно для их будущего». Маркус Дж. Мур из NPR отмечает, что тексты альбома исследуют весь опыт чернокожих людей, включая гнев по поводу убийства афро-американцев полицией, скорбь по поводу траура и интимность повседневной жизни. Гордон Резерфорд из «Louder Than War» дал альбому пять из пяти звёзд, назвав его «духом времени» и альбомом года, состоящим из «мощным протестной музыки, великолепной в музыкальном плане». Том Дойл из  Mojo  дал Untitled (Black Is) четыре из пяти звёзд, назвав его «еще одним шедевром группы, не имеющей аналогов».
В журнале  Q  Стив Йейтс дал альбому четыре звезды из пяти, назвав его «прекрасным и мощным материалом». Лиззи Манно из  Paste  объявил его «претендентом на звание лучшего альбома года» и «революционным саундтреком 2020 года». Салем Колло-Жюлин из «Chicago Reader» повторил эти настроения, назвав этот альбом «саундтреком к революции 2020 года», потому что «откровенная джазовая соул-музыка на Untitled (Black Is) — это призыв к действию». В издании  The Philadelphia Inquirer  Дэн ДеЛука поставил релизу 3,5 из четырёх звезд, назвав его «соблазнительным слушанием», чьи мощные тексты имеют корни в нескольких чёрных музыкальных жанрах «поднимают … кулак против угнетения и прославляют коллективную силу». BBC 6 Music назвали этот альбом рекомендованным альбомом номер один в 2020 году.

### Итоговые списки
| Издание      | Список                                     | Ранг |
| ------------ | ------------------------------------------ | ---- |
| Mojo         | 75 Best Albums of 2020                     | 19   |
| Uncut        | Top 75 Albums of 2020                      | 17   |
| The Guardian | The Best Albums of 2020                    | 5    |
| NPR          | The 50 Best Albums of 2020                 | 1    |
| BBC 6 Music  | 6 Music Recommends Albums of the Year 2020 | 1    |

«Wildfires» была названа пятой лучшей песней 2020 года газетой The Guardian.

## Список композиций
1. «Out the Lies» (Kadeem Clarke, Dean Josiah Cover, Cleopatra Nikolic, Melisa Young) - 2:01
2. «Stop Dem» (Cover, Nikolic) - 3:38
3. «Hard Life» (Cover, Майкл Киванука, Nikolic) - 4:34
4. «Don’t Shoot Guns Down» (Cover и Nikolic) - 1:53
5. «Wildfires» (Cover, Nikolic) - 3:27
6. «X» (Clarke, Cover и Nikolic) - 1:24
7. «Sorry Ain’t Enough» (Cover и Nikolic) - 5:00
8. «Black Is» (Clarke, Cover и Nikolic) - 1:53
9. «Bow» (Cover и Киванука) - 4:05
10. «This Generation» (Cover) - 0:47
11. «Why We Cry Why We Die» (Cover и Nikolic) - 2:44
12. «Black» (Cover and Nikolic) - 3:54
13. «US» (Clarke, Cover, Nikolic и Young) - 1:06
14. «Eternal Life» (Clarke, Cover и Nikolic) - 3:59
15. «Only Synth in Church» (Clarke и Cover) - 0:56
16. «Monsters» (Cover, Nikolic и Young) - 3:28
17. «June Child» (Cover, Nikolic и Young) - 0:59
18. «Miracles» (Cover, Nikolic и Young) - 4:18
19. «Hold Me» (Cover и Nikolic) - 2:45
20. «Pray Up Stay Up» (Cover) - 3:45